# Ruota d'Oro
A Ruota d'Oro (oficialmente: Ruota d'Oro-GP Festa del Perdono) é uma prova de ciclismo profissional italiana que se disputa anualmente em Castelfranco di Sopra (Província de Arezzo, Toscana) e seus arredores, no final do mês de setembro.
A primeira edição disputou-se em 1978, mas não foi até a criação dos Circuitos Continentais da UCI em 2005 quando começou a se disputar regularmente fazendo parte do UCI Europe Tour, dentro da categoria 1.2 (última categoria do profissionalismo). Desde 2006 mudou ao nome actual introduzindo-se o "apelido" de GP Festa del Perdono no nome oficial.
A Ruota d'Oro realizava-se em formato por etapas entre 1978 e 1990.

## Palmarés
| Ano                              | Vencedor                   | Segundo               | Terceiro                |           |
| -------------------------------- | -------------------------- | --------------------- | ----------------------- | --------- |
| Ruota d'Oro                      |                            |                       |                         |           |
| 1978                             | Giuseppe Saronni           | Giovanni Battaglin    | Alfio Vandi             |           |
| 1979                             | Francesco Moser            | Giuseppe Saronni      | Roberto Visentini       |           |
| 1980                             | Gianbattista Baronchelli   | Silvano Contini       | Alfredo Chinetti        |           |
| 1981                             | Knut Knudsen               | Francesco Moser       | Gregor Braun            |           |
| 1982                             | Alf Segersäll              | Giuseppe Montella     | Luciano Rabottini       |           |
| 1983                             | Roberto Visentini          | Emanuele Bombini      | Mario Beccia            |           |
| 1984                             | Serge Demierre             | Emanuele Bombini      | Bruno Leali             |           |
| 1985                             | Silvano Contini            | Pierino Gavazzi       | Iñaki Gastón            |           |
| 1986-1989 edições não realizadas |                            |                       |                         |           |
| 1990                             | Maurizio Vandelli          | Pierino Gavazzi       | Andrea Tafi             |           |
| 1991-2001 edições não realizadas |                            |                       |                         |           |
| 2002                             | Giairo Ermeti              | Aleksandr Bajenov     | Giulio Tomi             |           |
| 2003                             | Pasquale Muto              | Alex Gualandi         | Jure Zrimšek            |           |
| 2004                             | Paolo Bailetti             | Rocco Capasso         | Marco Bicelli           |           |
| 2005                             | Branislau Samoilau         | Alessio Signego       | Eros Capecchi           |           |
| Ruota d'Oro-GP Festa del Perdoo  |                            |                       |                         |           |
| 2006                             | Sergey Kolesnikov          | Alexey Shchebelin     | Andrey Klyuev           |           |
| 2007                             | Davide Bonucelli           | Andrius Buividas      | Henry Frusto            |           |
| 2008                             | Ben Gastauer               | Aleksandr Serebriakov | Edoardo Girardi         |           |
| 2009                             | Emanuele Moschen           | Alfredo Balloni       | Gianluca Brambilla      |           |
| 2010                             | Francesco Manuel Bongiorno | Matteo Trentin        | Gabriele Pizzaballa     |           |
| 2011                             | Antonio Parrinello         | Carmelo Pantò         | Devid Tintori           |           |
| 2012                             | Mattia Cattaneo            | Viacheslav Kuznetsov  | Andrea Fedi             |           |
| 2013                             | Andrea Toniatti            | Luca Chirico          | Valerio Conti           |           |
| 2014                             | Giacomo Berlato            | Roman Kustadinchev    | Jordan Sarrou           |           |
| 2015                             | Simone Velasco             | Seid Lizde            | Cristian Raileanu       |           |
| 2016                             | Vincenzo Albanese          | Andrea Vendrame       | Michele Corradini       |           |
| 2017                             | Germán Tivani              | Filippo Rocchetti     | Luca Raggio             |           |
| 2018                             | Samuele Zoccarato          | Clément Champoussin   | Filippo Rocchetti       |           |
| 2019                             | Nicola Venchiarutti        | Samuele Zambelli      | Francesco Di Felice     |           |
| 2020                             | cancelado                  | cancelado             | cancelado               | cancelado |
| 2021                             | Andrea Piccolo             | Antonio Puppio        | Martin Marcellusi       |           |
| 2022                             | Jordan Labrosse            | Anders Foldager       | Alex Tolio              |           |
| 2023                             | Gil Gelders                | Francisco Peñuela     | Florian Samuel Kajamini |           |
| 2023 (2)                         | Roman Ermakov              | Travis Stedman        | Alessandro Pinarello    |           |

## Palmarés por países
| País         | Vitórias |
| ------------ | -------- |
| Itália       | 20       |
| Suíça        | 1        |
| Noruega      | 1        |
| Suécia       | 1        |
| Bielorrússia | 1        |
| Rússia       | 1        |
| Luxemburgo   | 1        |
| Argentina    | 1        |